# Pirata Orango
Pirata Orango (Dr. Vulter), noto anche come Orango o Capitano Orango, è un personaggio dei fumetti della Disney, creato da Ted Osborne e Floyd Gottfredson e comparso per la prima volta nella serie di Fumetti a strisce di Topolino a partire dal 30 settembre 1935 al 4 gennaio 1936.

## Caratterizzazione del personaggio
Il personaggio ha le sembianze di un orango antropomorfo in uniforme militare e monocolo). Ispirato al Capitano Nemo di Jules Verne, comanda un sommergibile fantascientifico con cui si impossessa di navi e del loro equipaggio al fine di costruire la sua armata per la conquista del mondo. Al pari di molti personaggi creati negli anni trenta è una rappresentazione, in questo caso umoristica, della preoccupazione che destava nell'opinione pubblica mondiale l'avvento del nazismo.
Nella storia di esordio, Topolino e il misterioso "S" flagello dei mari, è un personaggio cinico, spietato, diabolico, infido, crudele, megalomane e privo di scrupoli, che si scontra con Topolino e Musone i quali alla fine mandano a monte il suo diabolico piano di conquista.

## Storia editoriale
La storia d'esordio del personaggio, Topolino e il misterioso "S" flagello dei mari, scritta da Osborne per i disegni di Gottfredson, ideatore del soggetto, ed inchiostrata da Ted Thwaites, venne pubblicata in Italia il 22 dicembre 1935 su Topolino giornale n. 156, per concludersi il 12 aprile 1936 sul n. 172.
Il personaggio venne poi dimenticato per molti anni, fino a quando non venne ripreso da alcuni autori italiani che lo ripropongono in quella che è la sua seconda apparizione, Topolino e il ritorno dell'artiglio magnetico, storia in tre parti pubblicata su Topolino e scritta da Guido Martina e disegnata da Giulio Chierchini (dal n. 212 del 10 giugno 1959 al n. 214). Da ora in poi Orango comparirà quasi esclusivamente in storie di produzione italiana tranne la storia Viaggio con sorpresa del 1998 di David Gerstein e Cèsar Ferioli Pelaez, e Back in the box del 2004 di Stefan Petrucha e Flemming Andersen, dove compare anche l'italiano Zantaf). Daan Jippes realizzò alcune illustrazioni col personaggio per Mickey Mouse n. 234 del 1988 che ristampava la storia di Osborne-Gottfredson; lo stesso fece Franco Bruna per Le Grandi Storie di Walt Disney n. 15 (ristampa italiana della medesima storia), e l'omaggio realizzato da Lello Arena e Francesco Artibani in occasione del n. 2000 di Topolino (27 marzo 1994).

### Cronologia
Oltre alle già citate Topolino e il misterioso "S" flagello dei mari (storia d'esordio) e Topolino e il ritorno dell'artiglio magnetico, Orango ritorna a minacciare il mondo in:
- Topolino e il mistero dei satelliti di Alessandro Sisti e Sergio Asteriti, su Topolino n. 1365 del 24 gennaio 1982;
- Topolino e l'isola dei sogni fuggenti di Caterina Mognato e del già citato Ferioli, con gli inchiostri di Maria José Sánchez Núñez, su Topolino n. 1406 del 7 novembre 1982;
- Topolino e l'incredibile avventura di Giorgio Pezzin e Giampiero Ubezio, storia in due tempi pubblicata su Topolino n. 1716 del 16 ottobre 1988: Pezzin, grazie alla macchina del tempo di Zapotec e Marlin, fa viaggiare Topolino e Pippo nel passato, portandoli a vivere un incontro con Orango di cui Topolino non aveva memoria;
- Topolino e i sogni ricorrenti: testo di Rudy Salvagnini, disegni di Valerio Held, su Topolino n. 1990 del 16 gennaio 1994
- Topolino e il segreto di Basettoni di Angelo Palmas e Andrea Ferraris, su Topolino n. 2054 dell'11 aprile 1995
- Topolino e la sfida dei 70 anni, storia speciale realizzata in occasione dei 70 anni di Topolino da Fabio Michelini e Giovan Battista Carpi (in una dei suoi ultimi lavori), pubblicata sul n. 2243 del 24 novembre 1998.
- Raceworld (il Pirata Orango si rivela nell'episodio 4, "Fuoco", pubblicato su Topolino n. 3045 dell'8 aprile 2014).
- Topo Maltese - Una ballata del topo salato di Bruno Enna e Giorgio Cavazzano, pubblicata in due parti su Topolino n. 3197 e n. 3198 rispettivamente del 1º e dell'8 marzo 2017: storia parodia di Una ballata del mare salato prima avventura di Corto Maltese nella serie a fumetti omonima creata da Hugo Pratt.
- Lord Hatequack presenta: L'ora del terrore - Topolino e il mistero del museo degli orrori di Marco Nucci e Andrea Castellan, pubblicato su Topolino n. 3461 del 23 marzo 2022.
- Operazione Zeus (il Pirata Orango si rivela nell'ultimo e quarto episodio "Nel profondo", pubblicato su Topolino n. 3537 del 6 settembre 2023).